# おとめ座イプシロン星
おとめ座ε星（おとめざイプシロンせい、ε Vir / ε Virginis）は、おとめ座の恒星である。

## 概要
3等星の黄色巨星で、おとめ座ではα星のスピカ、γ星のポリマに次いで明るい。年に0.2秒という高速で移動して見える。中心部では水素からヘリウムへの核融合を終え、ヘリウムの燃焼（CNOサイクル）が始まっているものと考えられている。

## 名称
固有名のヴィンデミアトリックス (Vindemiatrix) は、ラテン語で「ぶどうを摘む女」を意味する言葉に由来する。これはギリシア語で「ぶどうを収穫する者」を意味する Προτρυγητήρ を語源としており、かつてこの星が日の出前に東の空から昇ってくる時期がぶどうの収穫期とされていたことに由来する。これがラテン語で Vindemiator と訳され、さらにルネサンス期以降は女性形の Vindemiatrix となって定着した。語源を同じくしてアラビア語から派生した Almuredin という名前でも呼ばれた。2016年7月20日、国際天文学連合の恒星の命名に関するワーキンググループ (Working Group on Star Names, WGSN) は、Vindemiatrix をおとめ座ε星の固有名として正式に承認した。